# Manchete Recife
Manchete Futebol Clube do Recife – brazylijski klub piłkarski z siedzibą w mieście Recife, stolicy stanu Pernambuco.

## Osiągnięcia
- Wicemistrz trzeciej ligi brazylijskiej (Campeonato Brasileiro Série C): 1981
- Puchar stanu Pernambuco (Copa Pernambuco): 1996, 1997, 2000, 2002

## Historia
Klub założony został 1 stycznia 1950 roku pod nazwą Associação Atlética das Vovozinhas. W roku 1965 klub zmienił nazwę na Associação Atlética Santo Amaro, a potem na Associação Atlética Casa Caiada. W roku 1994 klub przyjął nazwę Recife Futebol Clube, a 10 lat później, w 2004 roku obecną nazwę Manchete Futebol Clube do Recife.

### Znani piłkarze w historii klubu
- Ricardo Rocha